# 주앙 아벨란제
장마리 포스탱 괴드프루아 드 아블랑주(프랑스어: Jean-Marie Faustin Goedefroid de Havelange, 1916년 5월 8일 ~ 2016년 8월 16일) 또는 주앙 아벨란제(포르투갈어: João Havelange 주앙 아벨란지[*])는 브라질 출신의 국제축구연맹(FIFA)의 제7대 회장이다.

## 일생과 경력
브라질 리우데자네이루 출생으로, 벨기에 이민자 집안에서 태어났다. 어린 시절에 여러 스포츠를 즐겼는데 수구와 수영을 즐겨 1936년 하계 올림픽에 수영 선수로까지 출전했으며 1952년 하계 올림픽에도 수구 팀으로 출전하였다.
현역 은퇴 후 1955년부터 1963년까지 브라질의 올림픽 위원장을 역임했고, 1963년부터 2011년 12월까지 국제올림픽위원회(IOC) 위원으로도 활동했다. 1974년 국제축구연맹(FIFA)의 제 7대 회장으로 선출되어 1998년까지 약 24년을 재임했는데, 이는 33년 간 재임했던 쥘 리메 다음으로 국제축구연맹(FIFA)에서 2번째로 긴 재임 기간이다.
국제축구연맹(FIFA) 회장으로 재임할 당시 FIFA 월드컵 본선 참가국을 기존 16개국, 24개국을 거쳐 32개국으로 늘리고 FIFA 컨페더레이션스컵(현재 폐지됨), FIFA 여자 월드컵 등을 도입했으며, FIFA U-20 월드컵, FIFA U-17 월드컵을 신설하였다.
프랑스, 브라질, 포르투갈, 스웨덴, 스페인 등지에서 많은 영예와 상을 얻었으나 국제축구연맹(FIFA)의 상업화를 촉진했다는 것에 대해 크게 비판을 받았다. 2006년 5월 영국의 기자 앤드루 제닝스에 의해 그 동안 국제축구연맹(FIFA)이 벌였던 각종 스캔들과 부패 혐의가 드러나기도 했으며, 2013년 4월에는 스포츠 마케팅 업체로부터 뇌물을 받았다는 의혹이 제기되어 국제축구연맹(FIFA)의 명예회장직에서 완전히 물러났다.
이후 2014년 6월과 2015년 11월 폐 질환으로 치료를 받아 왔으며, 2016년 7월 초에도 병원에 입원했다가 사흘 만에 퇴원했다. 고향인 리우데자네이루에서 열리는 2016년 하계 올림픽 개막식을 참관한다는 이야기가 있었으나 건강상의 이유로 나오지 못했으며, 올림픽이 한참 진행 중이던 2016년 8월 16일에 리우데자네이루의 한 병원에서 향년 100세의 일기로 사망했다.
마라도나교에서는 사탄의 한 부류로 지목되기도 했으며 이는 마라도나교의 주기도문에 나와 있다. 리우데자네이루에는 그의 이름을 딴 경기장인 에스타디우 올림피코 주앙 아벨란제가 있으며, 2016년 하계 올림픽 축구 조별예선이 열렸다.

## 사진

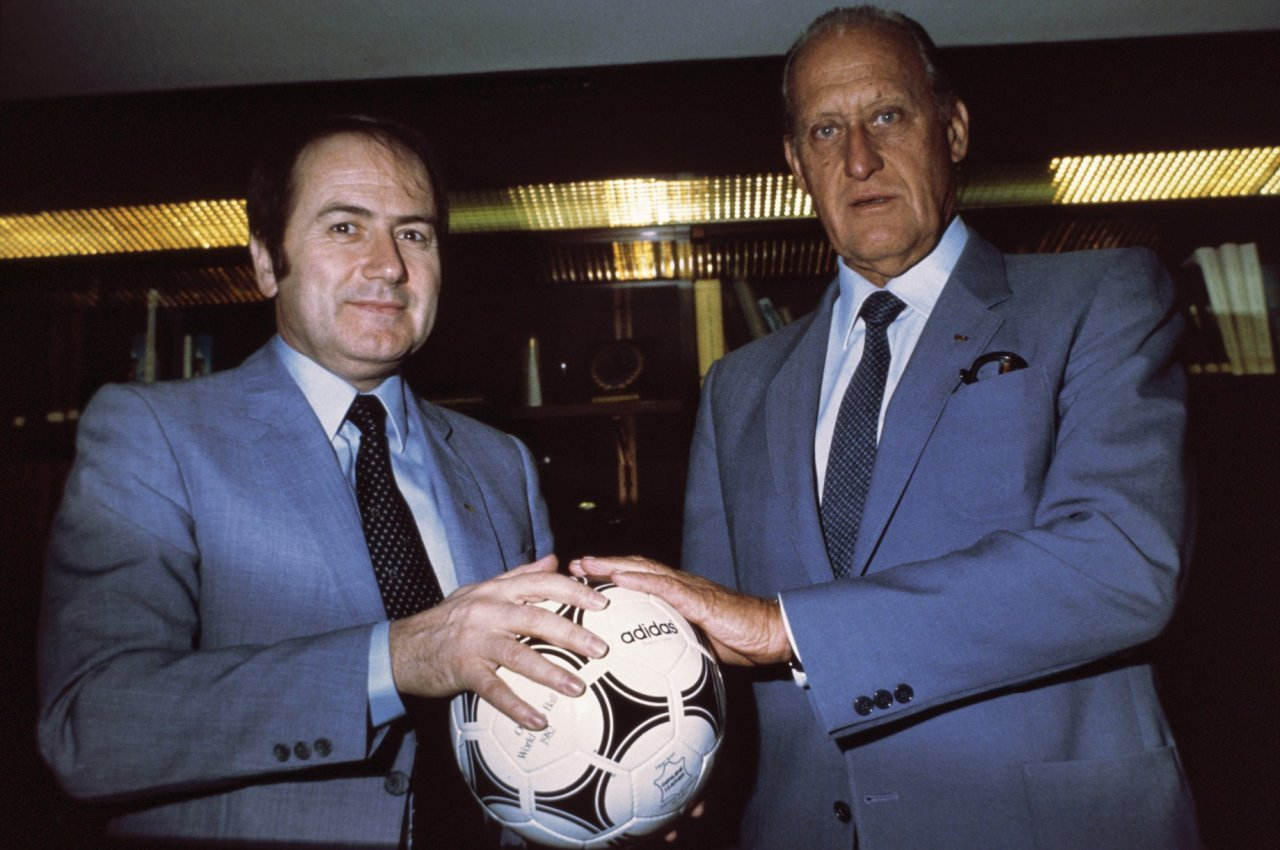
주앙 아벨란제와 제프 블라터 (1982년)